# Karl Suren
Karl Friedrich Wilhelm Viktor Suren (19. prosinca 1860. – 21. studenog 1927.) je bio njemački general i vojni zapovjednik. Tijekom Prvog svjetskog rata zapovijedao je 11. pričuvnom i 30. pješačkom divizijom, te XVII. pričuvnim i XXV. pričuvnim korpusom na Zapadnom i Istočnom bojištu. 

## Vojna karijera
Karl Suren rođen je 19. prosinca 1860. godine. Čin poručnika dostigao je u prosincu 1887. godine, satnikom je postao u ožujku 1893. godine, dok je u ožujku 1899. godine promaknut u čin bojnika. U rujnu 1905. unaprijeđen je u potpukovnika, dok je u svibnju 1908. promaknut u čin pukovnika. Te iste godine u srpnju postaje zapovjednikom 23. pješačke pukovnije. U ožujku 1912. promaknut je u čin general bojnika, te dobiva zapovjedništvo nad 22. pješačkom brigadom sa sjedištem u Breslauu.

## Prvi svjetski rat
Na početku Prvog svjetskog rata Suren postaje zapovjednikom 11. pričuvne divizije koja se na Zapadnom bojištu nalazila u sastavu 5. armije kojom je zapovijedao prijestolonasljednik Vilim. Zapovijedajući navedenom divizijom Suren sudjeluje u Graničnim bitkama nakon čega u studenom 1914. preuzima zapovjedništvo nad 30. pješačkom divizijom zamijenivši na tom mjestu Adolfa Wild von Hohenborna. 
U siječnju 1915. promaknut je u čin general poručnika, dok je u rujnu imenovan zapovjednikom XVII. pričuvnog korpusa. Navedenim korpusom zapovijeda godinu dana, do rujna 1916., kada preuzima zapovjedništvo nad XXV. pričuvnim korpusom kojim je do tada zapovijedao Reinhard von Scheffer-Boyadel. Na čelu XXV. pričuvnog korpusa nalazi se do studenog 1916. kada postaje zapovjednikom novoformiranog LXI. korpusa kojim zapovijeda sve do kraja rata.

## Poslije rata
Nakon završetka rata Suren je umirovljen. Preminuo je 21. studenog 1927. godine u 67. godini života.

## Vanjske poveznice
(eng.) Karl Suren na stranici Prussianmachine.com

(njem.) Karl Suren na stranici Deutschland14-18.de